# Panaxia radiata
Panaxia radiata là một loài bướm đêm thuộc phân họ Arctiinae, họ Erebidae.